# Costa de la Luz

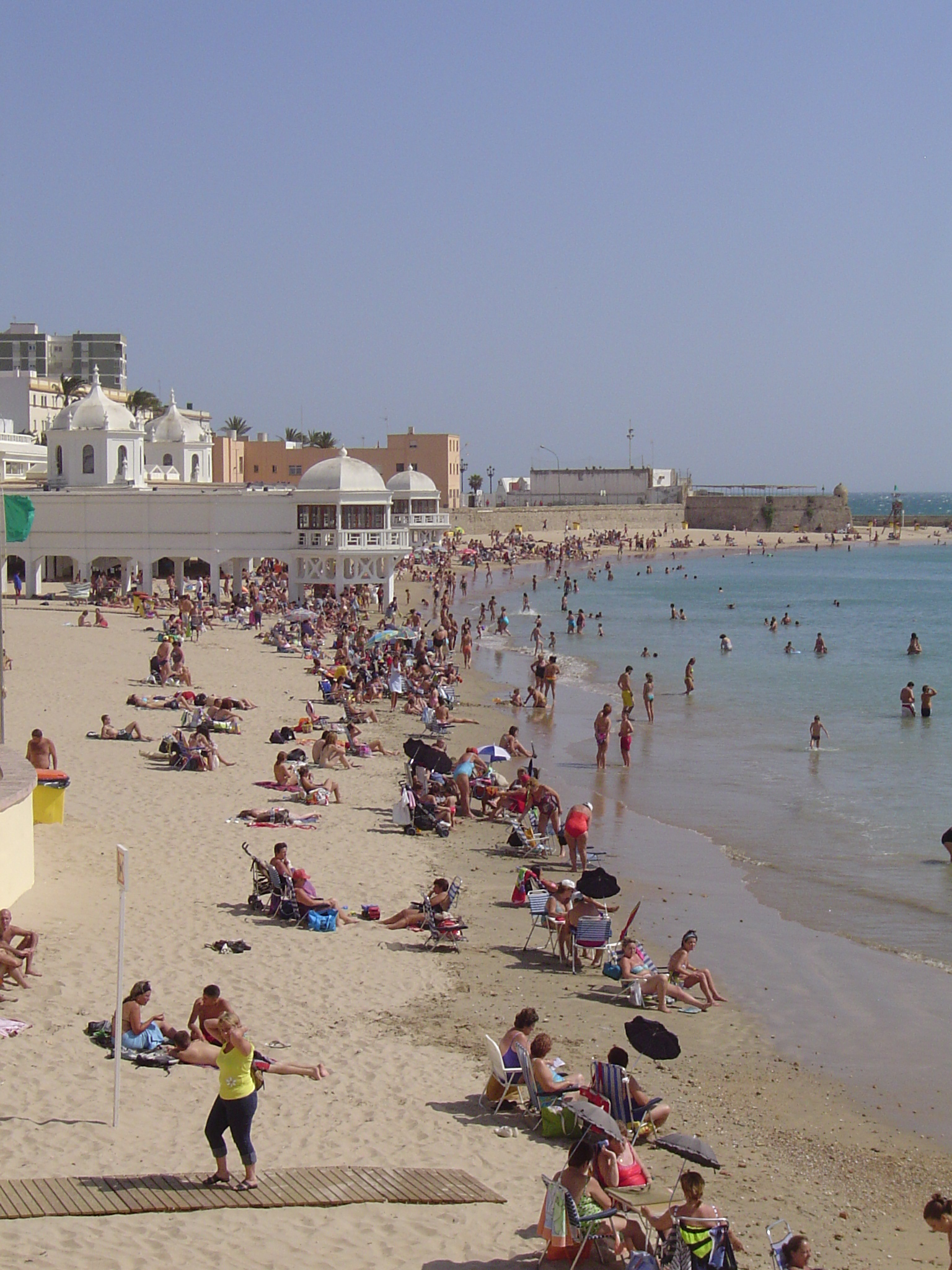
Bãi biển La Caleta, Cádiz

Costa de la Luz (phát âm tiếng Tây Ban Nha: [ˈkosta ðe la luθ], "Bờ biển Ánh sáng") là một phần của bờ biển Andalucia ở Tây Ban Nha đối mặt với Đại Tây Dương; nó kéo dài từ Tarifa ở phía nam, dọc theo bờ biển của các tỉnh Cádiz và Huelva, đến cửa sông Guadiana.
Một điểm đến phổ biến cho người Tây Ban Nha đi nghỉ mát, trong những năm gần đây, Costa de la Luz đã trở nên phổ biến hơn với du khách nước ngoài, đặc biệt là người Pháp và người Đức. Việc đô thị hóa gia tăng và sự phát triển theo định hướng du lịch của các phần bờ biển tuy có lợi ích kinh tế, nhưng khuynh hướng này cũng kích động những đầu cơ bất động sản nóng bỏng và một số suy thoái về môi trường.
Những địa điểm quan trọng dọc theo hoặc gần bờ biển là (từ tây sang đông): Ayamonte và Huelva ở tỉnh Huelva cũng như Chipiona, Rota, Cádiz, El Puerto de Santa María, Jerez de la Frontera, Chiclana de la Frontera, Conil de la Frontera, Vejer de la Frontera, Los Caños de Meca, Barbate và Tarifa tại tỉnh Cádiz.